# Нусратуллоев Исматулло
Исматулло́ Нусратулло́ев (1 августа 1951, д. Холоншахр, Хатлонская область, Таджикская ССР — 10 февраля 2025, Тегеран, Иран) — таджикский врач-уролог, доктор медицинских наук, профессор. Один из основоположников урологической службы в Таджикистане. Основатель и первый директор Республиканского клинического центра «Урология».

## Биография
Родился 1 августа 1951 года в деревне Холоншахр Хатлонской области. В 1967 году поступил в Таджикский государственный медицинский институт имени Абуали ибни Сино и окончил его в 1973 году.
После окончания института работал главным врачом детского санатория в Восейском районе, затем врачом в районной больнице совхоза имени Ленина.
С 1976 по 1978 год проходил клиническую ординатуру по урологии на кафедре урологии ТГМИ. По направлению Министерства здравоохранения Таджикистана работал в Кулябе: заведовал урологическим отделением областной больницы и был главным внештатным специалистом по урологии региона.
С 1995 года, по приглашению министерства, занял должность заместителя начальника отдела кадров Министерства здравоохранения Республики Таджикистан.
В 1998 году в городе Киев защитил кандидатскую диссертацию по теме:
«Дистанционная ударно-волновая литотрипсия коралловидных камней почек».
С 1998 года — ассистент кафедры урологии ТГМУ имени Абуали ибни Сино.
С 1999 года — директор Республиканского клинического центра «Урология».
С 2004 года был назначен главным урологом Министерства здравоохранения Республики Таджикистан.

## Смерть
Скончался 10 февраля 2025 года в городе Тегеран.

## Научная деятельность
В 2010 году защитил докторскую диссертацию на тему:
«Распространённость, профилактика и лечение мочекаменной болезни в Таджикистане».
Он опубликовал более 142 научных трудов, в том числе учебники и монографии.
Автор книги: «История урологии Таджикистана» (2011).

## Общественная работа
В 2008 году основал Ассоциацию урологов Таджикистана и стал её первым председателем. Представлял страну на международных конференциях в Барселоне и Австрии. Был членом Ассоциации урологов Европы и Ассоциации урологов и андрологов России.
В 2009 году впервые в Таджикистане провёл операцию по трансплантации почки.

## Награды и звания
- Отличник здравоохранения СССР (1985)
- Заслуженный врач Республики Таджикистан (1996)
- Орден Дружбы (2003)